# Santiago Álvarez Román
Santiago Álvarez Román (l'Havana, 8 de març de 1919-ibídem, 20 de maig de 1998) va ser un cineasta cubà. Va escriure i va dirigir diversos documentals sobre la cultura cubana i estatunidenca.

## Semblança biogràfica
Algunes de les seves obres més conegudes són el curt Now (1964), sobre la discriminació racial, que és considerat per especialistes com l'antecedent del videoclip, LBJ (1968) i 79 Primaveras (1969) que analitza a les principals figures de la Guerra de Vietnam (Lyndon B. Johnson i Hồ Chí Minh respectivament). El 1968, va col·laborar amb Octavio Getino i Fernando E. Solanes en el documental La Hora de los hornos, sobre els efectes de l'imperialisme a Sud-amèrica.
Fundador i director del Noticiero ICAIC Latinoamericano, la seva obra es va destacar per la presència activa del periodisme, el reflex d'importants successos històrics com la invasió mercenària a Cuba el 1961, el genial ús del muntatge i l'ús de la banda sonora com a part indissoluble de l'acció dramàtica. Defensava la importància del periodisme cinematogràfic com a enriquidor del documental i afirmava: "Jo informo d'esdeveniments a partir d'idees que tinc sobre aquests esdeveniments". Per la seva tasca com a cineasta va rebre més de 80 primers premis en festivals internacionals i concursos nacionals.
Va ser nomenat membre de l'Acadèmia d'Arts de la República Democràtica Alemanya i mestre perenne de la Escola Internacional de Cinema de San Antonio de los Baños.
Va ser assessor del Ministre de Cultura de Cuba, President de la Federació Nacional de Cine-clubs i, fins a 1986, va ser membre de l'Assemblea Nacional del Poder Popular.
En el seu honor, actualment se celebra anualment, a la ciutat de Santiago de Cuba, el Festival Internacional de Documentals Santiago Álvarez in memoriam. Jean-Luc Godard li va dedicar el seu seguna cinta de Histoires du cinéma. El 1991 li va ser atorgat el Premi Nacional de Periodisme José Martí.
Va morir a causa de la malaltia de Parkinson a l'Havana el 20 de maig de 1998 i va ser enterrat al Cementiri de Colón, a l'Havana.

## Filmografia
- El bárbaro del ritmo (1960)
- Ciclón (1963)
- Muerte al invasor (1961), en codirecció amb Tomás Gutiérrez Alea
- Segunda Declaración de La Habana (1965)[3]
- Now (1965)
- Hanoi, martes 13 (1965)
- La guerra olvidada (1965)
- Hasta la victoria siempre (1965)
- Golpeando en la selva (1965) - Sobre les guerrilles a Colòmbia.
- La hora de los hornos (1966) – Sobre l'imperialisme a Sud-amèrica
- L.B.J (1966) - Sobre Lyndon B. Johnson
- 79 Primaveras (1967) - Sobre la vida de Hồ Chí Minh
- Piedra sobre piedra (1968) - Sobre el terratrèmol a Perú
- La estampida (1970) - Sobre la invasió estatunidenca a Laos
- De América soy hijo y a ella me debo (1971) - Llargmetratge documental sobre el viatge de Fidel Castro a Xile.
- El tigre saltó y mató… pero… morirá…morirá…!!! (1973)
- Y el cielo fue tomado por asalto (1974)- Llargmetratge documental sobre el viatge de Fidel Castro a Algèria i els països socialistas
- Los cuatro puentes (1974) - Fidel en la V Conferència dels Moviment dels països no alineats i viatge a Vietnam
- Abril de Vietnam en el año del Gato (1975) - La seva obra mestra. Tracta la guerra del Vietnam vista des d'una òptica antiimperialista, molt més precisa, veraç i humana que la resta dels documentals i pel·lícules fetes per EUA.
- El sol no se puede tapar con un dedo (1976) - Fidel al XXV Congrés del PCUS
- El tiempo es el viento (1976)- Primer Congrés del Partit Comunista de Cuba
- Morir por la patria es vivir (1976) - Sobre el sabotatge de l'avió de Cubana de Aviacióna Barbados
- Mi hermano Fidel (1977)
- El octubre de todos (1977) - Viatge de Fidel a alguns païsosafricans
- Y la noche se hizo arcoíris (1978) - Viatge de Fidel a Etiòpia
- El gran salto al vacío (1979)
- La guerra necesaria (1980)
- Celia, imagen del pueblo
- Las antípodas de la victoria (1986)
- Aires de renovación en el meridiano 37 (1986)
- BrasCuba (1987) (codirección)
- Una nave llena de sueños (1987)
- Signo de los nuevos tiempos (1988)
- Historia de una Plaza (1989)
- El sol que no descansa ni olvida (1989)
- Brevario de una visita (1991)
- ¿Perdedores? (1991)
- Imágenes del futuro (1992)
- ¡Ave María! (1993)
- Del Caribe colombiano (1994)
- Cartagena, segunda independencia (1994)
- Cubanos en Barranquilla (1994)
- El muro (1995)
- Concierto mayor (1997)
- Concierto para la vida (1997)
- La isla de la música (1997)